# Samuel Sebastian Wesley
 Samuel Sebastian Wesley (ur. 14 sierpnia 1810 w Londynie, zm. 19 kwietnia 1876 w Gloucester) – brytyjski kompozytor i organista.

## Życiorys
Był nieślubnym synem Samuela Wesleya, drugie imię otrzymał na cześć Johanna Sebastiana Bacha. Pierwsze lekcje muzyki pobierał u ojca. Jako chłopiec był chórzystą w Chapel Royal oraz w katedrze św. Pawła w Londynie. W kolejnych latach był organistą w londyńskich kościołach St. James’s Chapel (od 1826), St. Giles (1829–1832), St. John (1829–1831) i Hampton Parish Church (1831–1832). W okresie tym zaczął też pisać pierwsze utwory religijne. Od 1832 do 1835 roku był organistą katedry w Hereford, w 1834 roku poprowadził Three Choir Festival. W następnych latach pełnił funkcję organisty katedry w Exeter (1835–1841), kościoła parafialnego w Leeds (1842–1849), katedry w Winchester (1849–1865), Winchester College (1850–1865) oraz katedry w Gloucester (1865–1876). Zajmował się też nauczaniem i publicystyką muzyczną. W 1839 roku otrzymał tytuł doktora muzyki na Uniwersytecie Oksfordzkim. Od 1850 roku był wykładowcą Royal Academy of Music. Był autorem prac A Few Words on Cathedral Music (Londyn 1849) i Reply to the Inquirie sof the Cathedral Commissioners Relative to the Improvement in the Music of Divine Worship in Cathedrals (Londyn 1854).
Zasłynął jako twórca anglikańskiej muzyki religijnej, wysoko ceniona jest jego muzyczna oprawa nabożeństwa A Morning and Evening Service, E-dur. Napisał 38 anthemów, z których największą popularność zdobyły sobie Ascribe unto the Lord, Blessed Be the God and the Father, Let Us Lift Up Our Heart, The Wilderness and the Solitary Place, Thou Wilt Keep Him in Perfect Peace i Wash Me Thoroughly. Zredagował zbiory pieśni religijnych The Psalter... with Chants (Leeds 1843), A Selection of Psalms and Hymns (Londyn 1864), The European Psalmist (Londyn 1872), The Welburn Appendix of Original Hymns and Tunes (Londyn 1875). Pisał także muzykę świecką, skomponował symfonię (ok. 1832), Uwerturę C-dur (ok. 1827), utwory na organy i na fortepian.